# Језеро Сема Рејберна
Језеро Сема Рејберна (енгл. Sam Rayburn Reservoir) је вештачко језеро у Сједињеним Америчким Државама. Налази се на територији америчке савезне државе Тексас. Површина језера износи 464 km².